# Olympische Sommerspiele 2000/Kanu – Einer-Kajak 500 m (Frauen)
Die Wettkämpfe im Einer-Kajak über 500 Meter bei den Olympischen Sommerspielen 2000 wurden vom 27. September bis 1. Oktober 2000 auf der Strecke im Sydney International Regatta Centre ausgetragen.

## Ergebnisse

### Vorläufe
Bei den drei Vorläufen am 27. September erreichten die ersten drei Boote der jeweiligen Läufe das Finale. Von den restlichen Booten kamen die insgesamt neun Zeitbesten ins Halbfinale.

#### Vorlauf 1
| Rang | Athletin           | Nation         | Zeit         |
| ---- | ------------------ | -------------- | ------------ |
| 1    | Caroline Brunet    | Kanada         | 1:51,558 min |
| 2    | Anna Olsson        | Schweden       | 1:52,785 min |
| 3    | Elżbieta Urbańczyk | Polen          | 1:53,202 min |
| 4    | Sanda Toma         | Rumänien       | 1:54,738 min |
| 5    | Manuela Mucke      | Deutschland    | 1:54,870 min |
| 6    | Marcela Erbanová   | Slowakei       | 1:55,782 min |
| 7    | Ursula Profanter   | Österreich     | 1:56,118 min |
| 8    | Anna Hemmings      | Großbritannien | 1:59,190 min |
| 9    | Inna Osipenko      | Ukraine        | 2:02,712 min |

#### Vorlauf 2
| Rang | Athleten        | Nation             | Zeit         |
| ---- | --------------- | ------------------ | ------------ |
| 1    | Josefa Idem     | Italien            | 1:49,889 min |
| 2    | Rita Kőbán      | Ungarn             | 1:50,777 min |
| 3    | Ruth Nortje     | Südafrika          | 1:51,047 min |
| 4    | Katrin Borchert | Australien         | 1:52,187 min |
| 5    | Natasa Janics   | BR Jugoslawien     | 1:54,395 min |
| 6    | Kathryn Colin   | Vereinigte Staaten | 1:55,373 min |
| 7    | Teresa Portela  | Spanien            | 1:59,153 min |
| 8    | Sayuri Maruyama | Japan              | 2:00,833 min |

### Halbfinale
Die drei schnellsten Athleten des Halbfinals erreichten den Endlauf.
| Rang | Athleten         | Nation             | Zeit         |
| ---- | ---------------- | ------------------ | ------------ |
| 1    | Katrin Borchert  | Australien         | 1:53,070 min |
| 2    | Natasa Janics    | BR Jugoslawien     | 1:55,482 min |
| 3    | Ursula Profanter | Österreich         | 1:55,626 min |
| 4    | Manuela Mucke    | Deutschland        | 1:55,794 min |
| 5    | Sanda Toma       | Rumänien           | 1:56,310 min |
| 6    | Kathryn Colin    | Vereinigte Staaten | 1:56,310 min |
| 7    | Teresa Portela   | Spanien            | 1:57,000 min |
| 8    | Marcela Erbanová | Slowakei           | 1:59,472 min |
| 9    | Anna Hemmings    | Großbritannien     | 1:59,664 min |

### Finale
| Rang | Athleten           | Nation         | Zeit         |
| ---- | ------------------ | -------------- | ------------ |
| 1    | Josefa Idem        | Italien        | 2:13,848 min |
| 2    | Caroline Brunet    | Kanada         | 2:14,646 min |
| 3    | Katrin Borchert    | Australien     | 2:15,138 min |
| 4    | Natasa Janics      | BR Jugoslawien | 2:16,506 min |
| 5    | Elżbieta Urbańczyk | Polen          | 2:18,018 min |
| 6    | Rita Kőbán         | Ungarn         | 2:19,668 min |
| 7    | Ruth Nortje        | Südafrika      | 2:20,274 min |
| 8    | Ursula Profanter   | Österreich     | 2:20,598 min |
| 9    | Anna Olsson        | Schweden       | 2:24,774 min |

Die Kanadierin Brunet war nach drei Weltmeistertiteln in Folge und zwei Jahren ungeschlagenen Wettbewerben auf der Strecke Favoritin, musste sich aber bei dem durch Wind deutlich verspätet gestarteten Rennen überraschend klar der Italienerin Idem geschlagen geben, die hier ihre einzigen Olympia-Goldmedaille holte.